# (66452) 1999 OF4
(66452) 1999 OF4, também escrito como (66452) 1999 OF4, é um objeto transnetuniano (TNO) que é classificado como um cubewano. Ele possui uma magnitude absoluta (H) de 6,9 e, tem cerca de 183 km de diâmetro.

## Descoberta
(66452) 1999 OF4 foi descoberto no dia 21 de julho de 1999.

## Órbita
A órbita de (66452) 1999 OF4 tem um semieixo maior de 45,111 UA e um período orbital de cerca de 303 anos. O seu periélio leva o mesmo a 42,322 UA do Sol e seu afélio a uma distância de 47,899 UA.